# Regina Lorenz-Krause
Regina Lorenz-Krause (* 1956) ist eine deutsche Pflege- und Sozialwissenschaftlerin. Lorenz-Krause lehrt seit 1994 als Professorin an der Fachhochschule Münster am Fachbereich Pflege- und Gesundheit.

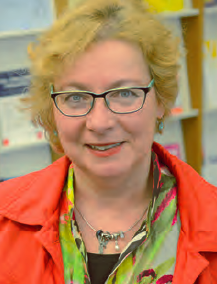
Regina Lorenz-Krause

## Leben
Nach der Ausbildung zur Krankenschwester in der Henriettenstiftung Hannover von 1976 bis 1979, studierte Lorenz-Krause Sozialwissenschaften in an der Universität Hamburg. Parallel zum Studium sammelte sie Erfahrungen in der Behindertenpflege- und Pädagogik in den Alsterdorfer Anstalten. Mit Abschluss des Studiums im Jahre 1985 erwarb sie ihr Diplom, auf welches einige Jahre als Dozentin an der Krankenpflegeschule des Allgemeinen Krankenhauses Heidberg und die Bearbeitung eines Projektes beim Berufsbildungswerk des DGB folgten. Sie gründete im Jahre 1986 das Institut für sozialwissenschaftliche Forschung und Empirie in Hamburg und verließ dieses im Jahre 1988. Zu Beginn der 90er-Jahre sammelte sie erste Erfahrungen in der Unternehmensberatung bei der Prognos AG in Basel. Nach ihrer Promotion im Jahre 1993 zum Dr. phil. am Institut für Soziologie der Universität Hamburg nahm sie 1994 den Ruf als Professorin für Pflegewissenschaft an der Fachhochschule Münster an; hier war sie Mitbegründerin des Fachbereiches Pflege und Gesundheit. Von 1996 bis 2001 führte sie mehrere Forschungsprojekte an der UCSF durch; ebenso absolvierte sie im Jahre 2000 an der Temple University in Philadelphia ein dreimonatiges Forschungssemester, bei dem sie die Transfermöglichkeiten von Frauengesundheitszentren nach Deutschland untersuchte. In Münster gründete Lorenz-Krause zudem 1999 die Forschungsgruppe Pflege und Gesundheit e.V., mit den Forschungsschwerpunkten der Pflege und Versorgung chronisch Kranker und dem Versorgungsmanagement. Durch ihre engen Beziehungen zu verschiedenen Universitäten in den USA, aber vor allem zur UCSF hat sie besonders zur Internationalisierung des Fachbereiches an der Fachhochschule beigetragen. Ab dem Jahre 2002 pflegte sie eine enge Kooperation mit Adele Clarke im Bereich der Frauengesundheitsforschung und Post-Modern-Turn Approach, welche auch im Vorwort des Werkes von Adele Clarke aus dem Jahre 2012 Erwähnung findet. 2008 gründete Lorenz-Krause die Sirius Health Company, welche sich als ganzheitliche Unternehmensentwicklung im Gesundheitswesen versteht. Ihre derzeitigen Forschungsschwerpunkte liegen in den folgenden Bereichen: Bewältigung und Steuerung chronischer Erkrankungen, Integrierte Gesundheitsversorgung, Gemeindegesundheit, Familiengesundheit und Gesundheitsförderung in Unternehmen, Health Coaching für Managerinnen und Manager, Breastcare Nursing und Prävention/ Screening bei Brustkrebs, Case Management, Patientencoaching und Patientenberatung.

## Schriften
- Regina Lorenz-Krause: Umsetzungschancen ganzheitlicher Pflegesysteme. In: prognos (Hrsg.): Auf dem Weg aus der Pflegekrise? Neue Ideen und Lösungsansätze in der Krankenpflege. Ed. Sigma, Berlin 1992, ISBN 3-89404-330-X, S. 67–87.
- Birgit Gerwin, Regina Lorenz-Krause (Hrsg.): Pflege- und Krankheitsverläufe aktiv steuern und bewältigen. Unter Berücksichtigung des Corbin-Strauss-Pflegemodells. LIT, Münster 2005, ISBN 3-8258-8181-4.
- Regina Lorenz-Krause: Die Einführung neuer Arbeitsmethoden in der Krankenpflege: Erfahrungen im Rahmen von Prozessen der Organisationsgestaltung illustriert am Beispiel zweier Modellkrankenhäuser. LIT, Münster/Hamburg 1993, ISBN 3-89473-941-X.
- Ilene Morof Lubkin, Regina Lorenz-Krause (Hrsg.), Hanne Niemann (Hrsg.): Chronisch Kranksein: Implikationen und Interventionen für Pflege und Gesundheitsberufe. Huber, Bern (u. a.) 2002, ISBN 3-456-83349-0.
- Regina Lorenz-Krause, Elisabeth Uhländer-Masiak (Hrsg.): Frauengesundheit. Perspektiven für Pflege- und Gesundheitswissenschaften. Huber, Bern (u. a.) 2003, ISBN 3-456-83674-0.
- Regina Lorenz-Krause: Grundsatzpapier zur Konzeption praxisbezogener Pflegeforschung. In: Pflege. Die wissenschaftliche Zeitschrift für Pflegeberufe. 4. Jahrgang, Heft 2, 1991, ISSN 1012-5302, S. 97–104.
- Regina Lorenz-Krause: Pflegewissenschaft – ein weißer Fleck in der Landschaft? In: Evangelische Impulse : Forum für Gerontologie, Geriatrie, Pflege, Altenarbeit, Seelsorge. Band 16, Nr. 2, 1994, S. 26–28.